# Gnamptodon boreus
Gnamptodon boreus är en stekelart som först beskrevs av Vladimir Ivanovich Tobias 1986.  Gnamptodon boreus ingår i släktet Gnamptodon och familjen bracksteklar. Inga underarter finns listade i Catalogue of Life.